# Geschäftszeichen
Das Geschäftszeichen wird im Schriftverkehr der Verwaltung verwendet, um Schriftstücke einem Geschäftsfall bzw. Vorgang zuordnen zu können.
Bestandteile des Geschäftszeichens können sein:
- ein Kurzzeichen des zuständigen Bearbeiters oder – vor allem in förmlicheren Organisationen – der zuständigen Abteilung (Leitzeichen)
- ein Aktenzeichen (thematisches Kennzeichen gemäß einem Aktenplan)
- eine Tagebuchnummer oder ein anderes Vorgangskennzeichen
- ein Dokumentenkennzeichen

Es ist im Schriftverkehr üblich, in Antworten das Geschäftszeichen des Empfängers zu zitieren.
In der Praxis wird oft lediglich verkürzt das Vorgangs- oder Dokumentenkennzeichen der entsprechenden Fallakte benutzt (Name, Vertrags-, Personal-, Schadensnummer usw.).
In einer Richtlinie des Bundesministeriums des Innern heißt es:

„Das Geschäftszeichen besteht aus dem Kurzzeichen der zuständigen Organisationseinheit, dem Aktenzeichen und ggf. einem Vorgangs- und Dokumentenkennzeichen.“

Nur im Bereich der Justiz bildet das (anders definierte) Aktenzeichen zugleich die Geschäftsnummer.